# Поссебон, Родриго
Родри́го Пере́йра Поссебо́н (порт. Rodrigo Pereira Possebon; род. 13 февраля 1989, Сапукая-ду-Сул, Бразилия) — бразильский футболист, полузащитник клуба «Наутико Ресифи».

## Биография
Дебют Поссебона за «Манчестер Юнайтед» состоялся 17 августа 2008 года, когда он вышел на замену в домашнем матче Премьер-лиги против «Ньюкасл Юнайтед». Игра завершилась вничью 1:1. Всего за «Манчестер Юнайтед» Родриго сыграл восемь матчей.
После сезона 2008/09 Поссебон был арендован португальским клубом «Брага» на сезон 2009/10, однако в составе этой команды не провёл ни одного матча в чемпионате Португалии. 6 августа 2009 года он вышел в стартовом составе гостевого поединка Лиги Европы против «Эльфсборга». К 31-й минуте игры шведская команды вела в счёте 2:0, а на 34-й минуте Родриго был заменён. Больше на поле в составе «Браги» он не появлялся.
19 августа 2010 года на официальном сайте «Сантоса» было объявлено о переходе Родриго Поссебона в бразильский клуб. Контракт подписан на четыре года.

## Достижения
«Манчестер Юнайтед»
- Обладатель Суперкубка Англии: 2008
- Обладатель Кубка английской лиги: 2008/09

 «Сантос»
- Чемпион штата Сан-Паулу: 2011
- Победитель Кубка Либертадорес: 2011

## Статистика выступлений
| Клуб              | Сезон            | Лига | Лига | Кубки | Кубки | Континент. | Континент. | Прочие | Прочие | Итого | Итого |
| Клуб              | Сезон            | Игры | Голы | Игры  | Голы  | Игры       | Голы       | Игры   | Голы   | Игры  | Голы  |
| ----------------- | ---------------- | ---- | ---- | ----- | ----- | ---------- | ---------- | ------ | ------ | ----- | ----- |
| Манчестер Юнайтед | 2008/09          | 3    | 0    | 5     | 0     | 0          | 0          | 0      | 0      | 8     | 0     |
| Манчестер Юнайтед | 2009/10          | 0    | 0    | 0     | 0     | 0          | 0          | 0      | 0      | 0     | 0     |
| Манчестер Юнайтед | Итого            | 3    | 0    | 5     | 0     | 0          | 0          | 0      | 0      | 8     | 0     |
| Спортинг (Брага)  | 2009/10          | 0    | 0    | 0     | 0     | 1          | 0          | 0      | 0      | 1     | 0     |
| Спортинг (Брага)  | Итого            | 0    | 0    | 0     | 0     | 1          | 0          | 0      | 0      | 1     | 0     |
| Сантос            | 2010             | 3    | 0    | 0     | 0     | 0          | 0          | 0      | 0      | 3     | 0     |
| Сантос            | 2011             | 13   | 0    | 0     | 0     | 5          | 0          | 17     | 1      | 35    | 1     |
| Сантос            | Итого            | 16   | 0    | 0     | 0     | 5          | 0          | 17     | 1      | 38    | 1     |
| Всего за карьеру  | Всего за карьеру | 19   | 0    | 5     | 0     | 6          | 0          | 17     | 1      | 47    | 1     |

(откорректировано по состоянию на 4 декабря 2011)